# Terebella muliarrus
Terebella muliarrus är en ringmaskart som beskrevs av Anne D. Hutchings 1993. Terebella muliarrus ingår i släktet Terebella och familjen Terebellidae. Inga underarter finns listade i Catalogue of Life.